# اليغ (ابن يعقوب)
اليغ هو دُوَّار يقع بجماعة ابن يعقوب، إقليم طاطا، جهة سوس ماسة في المملكة المغربية. ينتمي الدوّار لمشيخة ابن يعقوب التي تضم 6 دواوير. يقدر عدد سكانه بـ 750 نسمة حسب الإحصاء الرسمي للسكان والسكنى لسنة 2004.

## روابط خارجية
- البوابة الوطنية للجماعات الترابية
- المندوبية السامية للتخطيط